# Комсомольська загальноосвітня школа
Комсомольська загальноосвітня школа І-ІІІ ступенів — україномовний навчальний заклад І-III ступенів акредитації у селі Новогригорівка, Юр'ївського району Дніпропетровської області.

## Загальні дані
Комсомольська загальноосвітня школа І-ІІІ ступенів розташована за адресою: вул. Леніна, 37, село Новогригорівка (Юр'ївський район) — 51316, Україна.
Директор закладу — Саньжапова Тетяна Миколаївна. Очолює навчальний заклад з 2009 року. Випускниця Комсомольської СШ 1988 р.
Мова викладання — українська.
В школі функціонують 9 обладнаних навчальних кабінетів, методичний кабінет, бібліотека,  спортивний зал, спортивний майданчик, стадіон, комп’ютерний клас, актовий зал, їдальня.  
Характеристика педкадрів:
Вища освіта - 10;          
Вища категорія - 8;     
Загальна середня освіта - 1;                   
І  категорія -  2;   
Категорія «Спеціаліст» - 0;       
Звання «Вчитель-методист» - 3;        
Звання « Старший вчитель» - 2;
Нагороджені значком«Відмінник народної освіти» - 2.    

## Історія
Комсомольська   середня  школа, як навчальний  заклад, почала функціонувати 1 вересня 1945 року. Спочатку мала статус початкової. Назва «Комсомольська» пішла від імені радгоспу «Комсомолець», історія утворення якого датується вереснем місяцем 1929 року.
Протягом періоду 1929 -1941 рр. діти навчалися у початковій школі с. Зірка (нині Юр’ївського району). 1 вересня 1945 року в маленькій хатинці, (нині територія помешкання громадянки  Величко  Віри Андріївни), домівка якої була  покрита соломою, зібралася малеча на свій перший урок. Учнів було 40 чоловік, року народження 1933 – 1938. Діти різновікових категорій навчалися в одній кімнаті.
До 1 класу 1945 -1946 навального року було зараховано більше 10 учнів. В 1947 році у село приїжджають молоді вчителі Бакай Ларіон Орестович і Бакай Надія Олексіївна. І в цьому році відкривається 5 клас. Новопризначений директор Бакай Л.О. починає свою роботу з ремонту старого приміщення разом з батьками. Так з’являться ще одне приміщення школи з трьома кабінетами, вчительською і коридором. Технічкою працювала Стрілець Ганна Іллівна, вона прибирала кімнати, міняла солому, топила печі, носила воду школярам.
Разом з подружжям Бакай Л.О. і Н.О. починають працювати вчителі: Фещенко Євдокія Дмитрівна, Орлов Михайло Федорович, Рибка Варвара Данилівна. У 1952 році був перший випуск семирічки. 
Далі навчання продовжували у Юр’ївській СШ. У 50 роках починає свою вчительську кар’єру Батечко Раїса Олександрівна, яка віддала  Комсомольській школі  понад 40 років життя. Раїса Олександрівна  працювала  до 1995 року. Вчителі Фещенко Іван Олександрович  і Євдокія Дмитрівна працювали у школі до виходу  на  заслужений  відпочинок у 70 роках. Іван Олександрович – вчитель математики, Євдокія Дмитрівна - вчитель початкових  класів.
Перший директор  Бакай Л.О. працював беззмінно до квітня 1977 року. Вмілий організатор, мудрий керівник, він методом народної будови ввів у дію нове приміщення  Комсомольської восьмирічної школи, будівля якої знаходиться на подвір’ї нинішньої школи. Вперше до ладу стала школа 1 вересня 1964 року.
Багатьом молодим учителям дав путівку у трудове життя, допоміг  стати справжніми педагогами, директор Бакай Ларіон Орестович. У квітні 1977 року він помер. Похований колишній директор на сільському кладовищі в с.Новогригорівка.
У 1984 році школа набула офіційного статусу як середня. У 1995 році у селі збудована  нова  школа  - типова сучасна будівля.
Серед випускників школи є юристи, вчені - агрономи, ветлікарі, вчителі, військові, лікарі, економісти, бухгалтери, шахтарі, інженери, підприємці, керівники різних установ і організацій. 

## Джерело-посилання
- Офіційний сайт школи [Архівовано 3 Червня 2016 у Wayback Machine.]